# Walter Raleigh
Walter Raleigh (Hayes Barton, c.1552-Londres, 29 de octubre de 1618) fue un marino, corsario, escritor, cortesano, pirata y político inglés, que popularizó el tabaco en Europa. Era el hijo menor de Walter Raleigh (fallecido en 1581) y de su tercera esposa, Katherine Champernowne. En la literatura clásica española era conocido como Guatarral o Guantarral.
Aliado desde el principio al bando de la reina virgen Isabel I, luchó tenazmente contra los rebeldes irlandeses de Desmond (1583), concibió el proyecto de colonizar América del Norte, fundando en 1584 en la isla de Roanoke  (actual Carolina del Norte) la colonia Virginia en honor a la reina Isabel, contribuyó a la derrota de la Armada Invencible española (1588) y luchó en la Invencible Inglesa por devolverle el trono al rey de Portugal con fatídicos resultados (1589).

## Biografía

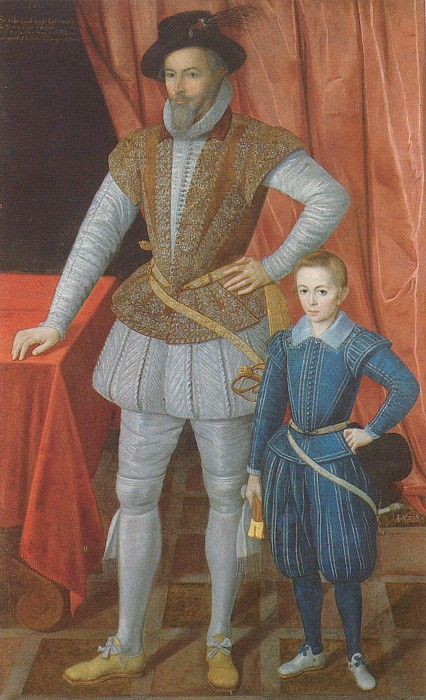
Raleigh y su hijo Walter en 1602

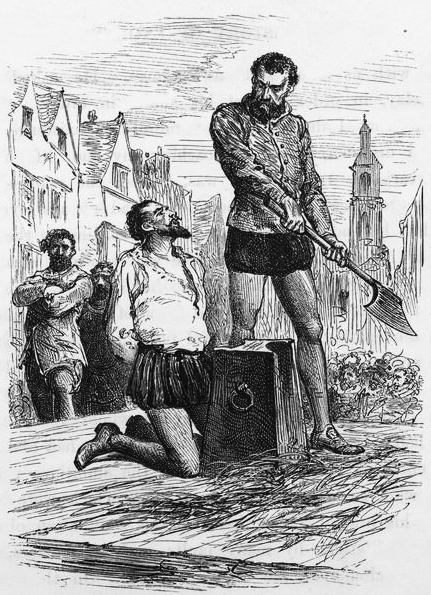
Raleigh en el patíbulo justo antes de ser decapitado (ilustración circa 1860)

Fue elegido miembro del Parlamento varias veces y gozó de gran influencia en la corte isabelina. Cayó en desgracia durante un breve periodo tras seducir y desposar secretamente a lady Elizabeth Throckmorton, una de las damas de honor de la reina (1592), aunque pronto se recuperó tras ser encarcelado en la Torre de Londres. Disputó a Robert Devereux, II conde de Essex y a Robert Dudley, conde de Leicester el amor de la reina Isabel.
Organizó la expedición al territorio de Trinidad y la actual Guayana venezolana en busca del mítico reino de El Dorado, desafiando la soberanía española y portuguesa en el Nuevo Mundo. El 22 de marzo de 1595, Walter Raleigh y el capitán Lawrence Kemys, luego de haber zarpado  del puerto de Plymouth el 6 de febrero, desembarcaron en la isla de Trinidad, atacaron a las fuerzas españolas del lugar e hicieron preso al gobernador, Antonio de Berrío, fundador de Santo Tomé de Guayana y San José de Oruña.
Soldados y habitantes quedaron bajo su poder y Berrío, a cambio de respeto para su vida, le informó de todo cuanto Raleigh inquirió sobre aquellas nuevas e inmensas tierras que se extendían como un paraíso ante sus ojos, por lo que, siguiendo su recomendación, decidió penetrarlas utilizando las lanchas de sus cuatro navíos. 
En carta del Gobernador de Santo Domingo al rey Felipe II se informó que Raleigh remontó el Orinoco hasta la confluencia con el Caroní y luego exploró este último río hasta los saltos y raudales donde se hallaba asentada la comunidad del cacique Morequito, con la que pudo entenderse e intercambiar regalos. Explorando la zona que llamaban Guayana, un territorio que teóricamente pertenecía a España, pero que en los hechos estaba siendo disputado entre Francia, Gran Bretaña y Holanda, Raleigh descubrió algunas minas de estaño y emprendió la vuelta cuando ya no pudo seguir avanzando con sus barcos por aquellos ríos. Mientras tanto el capitán Kemis exploraba el estuario del río Esequibo en búsqueda del lago Parima sin resultados positivos.
Raleigh, después de varios días en tierras de Morequito indagando a través de intérpretes sobre la grandeza, posibilidad y riquezas de la comarca, decidió retornar a Trinidad donde estaban anclados sus navíos, pero no sin antes convenir que allí se quedaran dos de sus hombres mientras él se llevaba dos indígenas pemones (guayanos) al objeto de que cuando volviese las cosas se le facilitaran.  

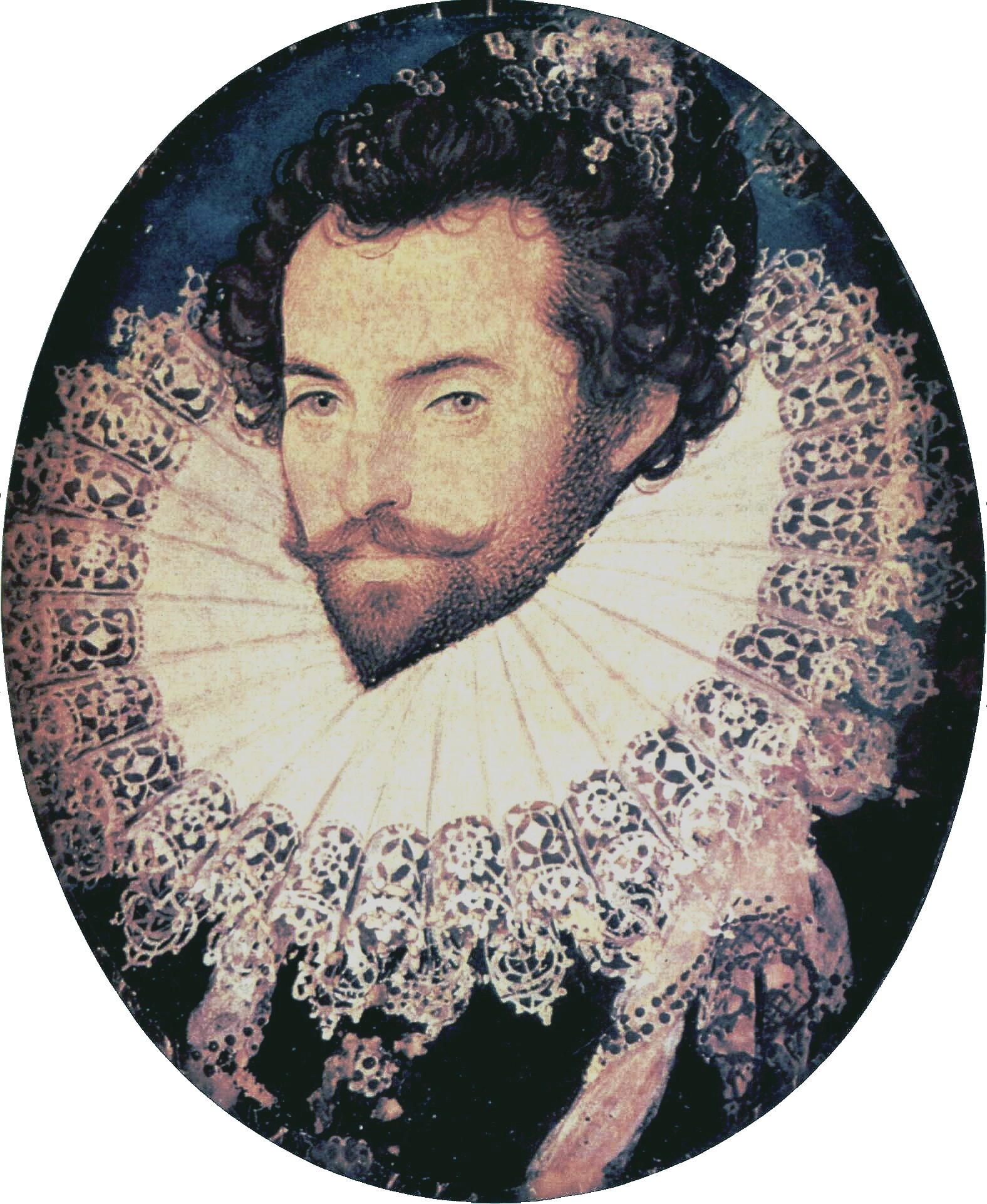
Nicholas Hilliard, Retrato de Sir Walter Raleigh, Londres.

Ya de vuelta en Trinidad decidió borrar todo vestigio adverso a la pretensión imperial inglesa, de manera que San José de Oruña se transformó en ceniza y sus habitantes decapitados fueron sepultados bajo las ruinas. Raleigh levó anclas y luego trató inútilmente de hacer lo mismo con Cumaná, donde una resistencia feroz le obligó a cesar la hostilidad y entregar al prisionero Antonio de Berrío a cambio de marinos suyos capturados en el combate.
Incursionó con mala fortuna hasta la ciudad de Riohacha, en la actual Colombia. Entretanto su lugarteniente Amyas Preston logró saquear Caracas por primera y única vez en su historia. Al regresar a Inglaterra fue recibido con pompa y circunstancia por Isabel I, su protectora, ante la protesta airada del embajador de Felipe II por los desmanes cometidos en el Nuevo Mundo.
En 1596, durante la guerra contra España, participó en la toma y saqueo de Cádiz que la flota inglesa bajo el mando de Charles Howard y Robert Devereux llevó a cabo, suceso que el propio Raleigh relató por escrito. En el desembarco que las tropas inglesas hicieron, Raleigh resultó herido en una pierna.
Ya de regreso en Londres, Raleigh escribe un libro llamado El Descubrimiento del vasto, rico y hermoso imperio de las Guayanas con un relato de la poderosa y dorada ciudad de Manoa (que los españoles llaman El Dorado) con el fin de concienciar a los británicos sobre las riquezas que podrían encontrar en esas tierras inexploradas. Allí habla de un lago interior de agua salada al que compara con el mar Caspio y afirma que durante el verano sus aguas descienden quedando a la vista pepitas de oro de considerable tamaño.
En 1597 fue uno de los comandantes de la Expedición Essex-Raleigh, cuyo fracaso dio lugar a un cruce de recriminaciones entre Raleigh y el conde de Essex.
En 1601 Isabel I le nombró gobernador de Jersey  y se responsabilizó de modernizar las defensas de la isla. Llamó a la nueva fortaleza en St. Helier, Fort Isabella Bellissima, conocido más tarde como Elizabeth Castle. Se le acusa de haber forzado la muerte del conde de Essex, llevado al cadalso por orden de Isabel I en 1601.
Tras la llegada al trono de Jacobo I en 1603, fue acusado de participar en una conspiración contra el rey y encarcelado durante 13 años. Durante su cautiverio en la Torre de Londres escribió una Historia del mundo (1614), muy valorado en el fondo y en la forma.
En 1617 Walter Raleigh fue indultado por el rey Jacobo y obtuvo finalmente la libertad provisional. Para recuperar el favor real inició junto a Lawrence Kemys la segunda expedición a la Guayana (que éste pretendía como Guayana Británica) bajo la premisa por orden expresa del rey Jacobo de no atacar poblados españoles o buques españoles. Raleigh tomó posesión de parte de esa región en nombre de Inglaterra. Durante la expedición, un destacamento de los hombres de Raleigh bajo el mando de su viejo amigo Kemys atacó el puesto de avanzada español de Santo Tomé de Guayana en el río Orinoco, violando los tratados de paz con España y en contra de las órdenes de Raleigh. 
En el ataque inicial al asentamiento, el hijo de Raleigh, Walter, fue muerto a tiros. Kemys informó a Raleigh de la muerte de su hijo y suplicó perdón, pero no lo recibió, y de inmediato se suicidó. En el intento de explicar los hechos. Raleigh decidió regresar a Inglaterra y en Londres fue detenido de nuevo, a solicitud de España. Resulta que un indignado  conde de Gondomar, embajador español, exigió que la previa sentencia de muerte de Raleigh fuera reactivada por el rey Jacobo, quien acabó accediendo a ello.
Aunque intentó primero huir y luego pedir protección al rey Jacobo, Diego Sarmiento de Acuña, conde de Gondomar y embajador español en Londres, había iniciado desde su liberación un proceso diplomático y de espionaje para poder dar fin a sus ataques a los intereses españoles en el Nuevo Mundo. A su regreso, se recuperó la antigua acusación de traición, de la que no había sido exonerado totalmente, y el conde de Gondomar añadió el saqueo de Canarias y los actos violentos ocurridos en Guayana.
Fue encerrado de nuevo en la Torre de Londres junto a su familia y condenado a muerte por un tribunal inglés. Sufrió suplicio y fue posteriormente decapitado en Whitehall en 1618. El conde de Gondomar, en representación de su país, había solicitado que se le extraditase a España para ser ahorcado en Madrid, pero dio por aceptada la condena que se le hizo en Inglaterra.
Fue amigo de Edmund Spenser conocido como el Príncipe de los Poetas (the Prince of Poets) en el período isabelino y logró publicar varios libros de versos. Se le atribuye la introducción del tabaco de Virginia en Jersey, así como el de la patata en Inglaterra. También dejó una serie de Obras diversas, que se publicaron en Londres en 1751, y entre la que destaca la Descripción de la Guayana, ilustrada por Jodocus Hondius.

## Referencias culturales

Escudo de armas de la familia Raleigh.